# 314省道 (浙江省)
314省道，又称象山—天台公路，是浙江省的一条省道，起点位于象山县东陈乡，途经泗洲头镇、宁海县胡陈乡、力洋镇、黄坛镇、天台县泳溪乡、坦头镇，终点位于天台县福溪街道，全长100公里，原为浦江—兰溪公路，原编号47:105，起点位于浦江县，途经兰溪市横溪镇、马涧镇，终点位于兰溪市:111，全长55.317公里:221。